# Робер Щепаняк
Робер Щепаняк (фр. Robert Szczepaniak, нар. 4 квітня 1942, Крансак) — французький футболіст, що грав на позиції півзахисника за «Страсбур» та «Мец», а також за національну збірну Франції.

## Клубна кар'єра
У дорослому футболі дебютував 1958 року виступами за команду «АС Крансак», де провів один сезон.
1959 року перейшов до «Сент-Етьєна», де спочатку грав за другу команду «Сент-Етьєн», а протягом сезону 1960/61 провів 9 матчів у складі її головної команди.
У 1961—1967 року перебував у складі «Страсбура». Також спочатку грав за другу команду, а згодом мав регулярну ігрову практику в «основі».
1967 року уклав контракт з «Мецом», у складі якого провів наступні три роки своєї кар'єри гравця. Граючи у складі «Меца» також здебільшого виходив на поле в основному складі команди.
Завершував ігрову кар'єру в «Безансоні».

## Виступи за збірну
1967 року дебютував в офіційних матчах у складі національної збірної Франції. Протягом наступних двох років провів у її формі 5 матчів.